# Troposcatter

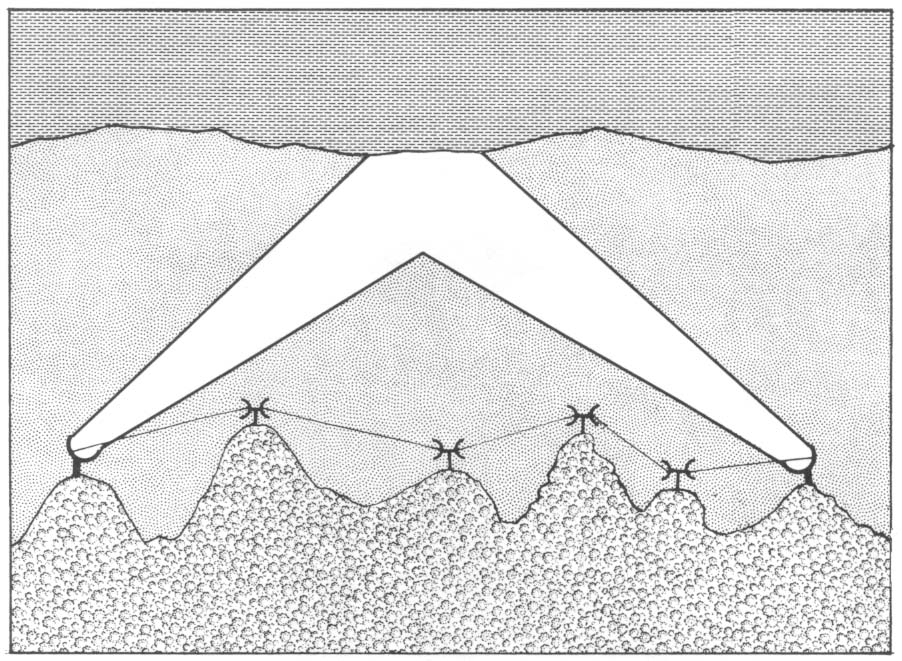
Een troposcattersysteem kan grote afstanden overbruggen terwijl een straalverbinding (onder) dat over een beperktere afstand kan omdat radiostations in vrij zicht van elkaar moeten staan.

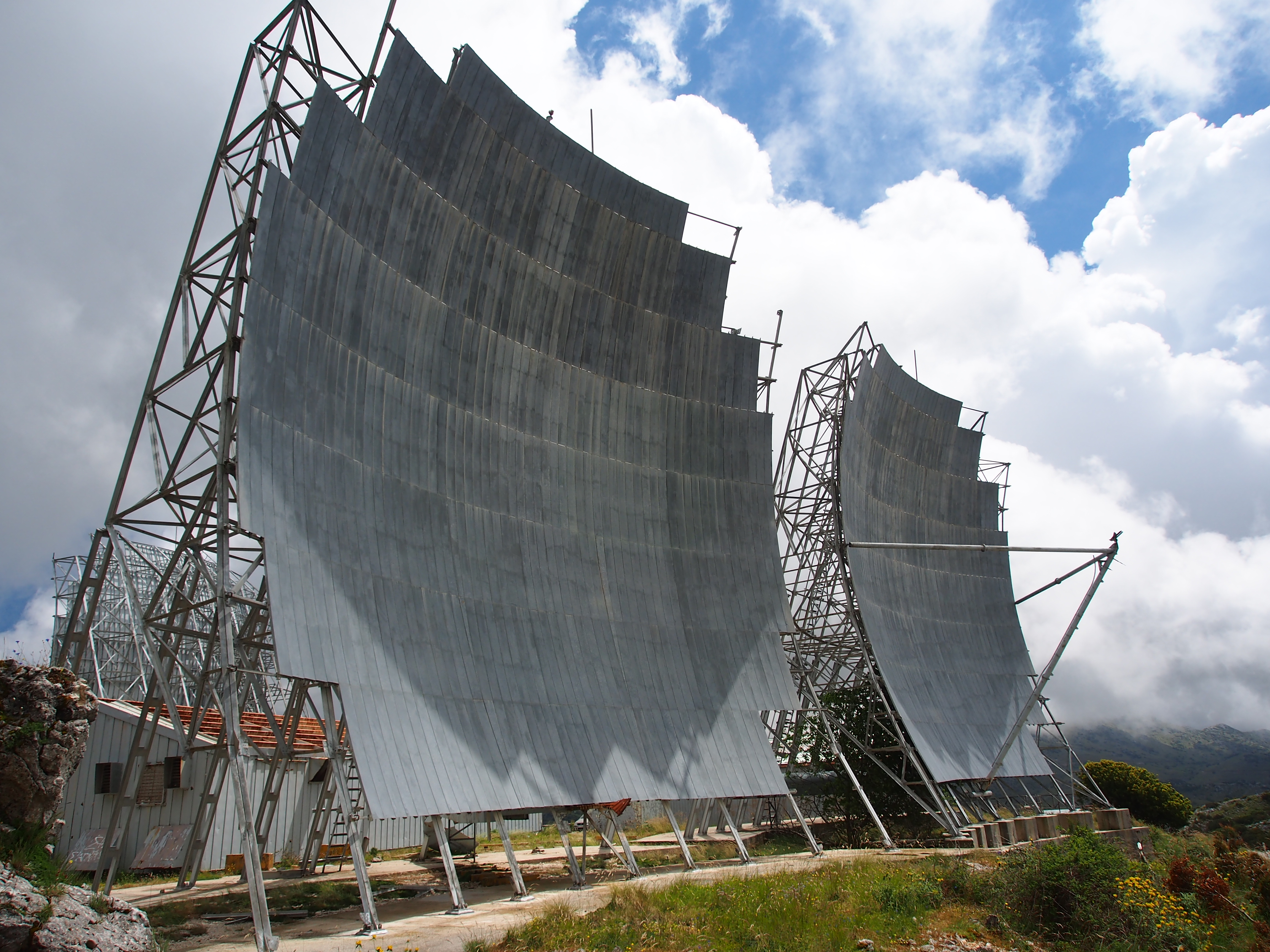
Voormalig troposcatterstation op Lefkada, Griekenland.

Een troposcatter is een telecommunicatienetwerk waarbij een deel van de atmosfeer van de aarde, de troposfeer, gebruikt wordt voor het overbrengen van communicatiesignalen. Via een systeem van meerdere ontvangst- en doorstuurstations is het mogelijke berichten over grote afstanden over te brengen. De afstand die afgelegd kon worden tussen twee verbindingen is 100 tot 150 tot wel 1000 kilometer. De meeste stations overbruggen echter een afstand van 100 tot 400 kilometer. Door een verzendstation wordt een hoog-energiek signaal de troposfeer ingezonden. Een groot deel hiervan gaat het heelal in, alleen een klein deel wordt verstrooid (scattered in het Engels) en door de troposfeer terug naar de aarde gekaatst. Dit deel van het signaal kan worden opgevangen door een ontvangststation.
Meerdere troposcatters kunnen een systeem vormen waarmee berichten snel verspreid konden worden over grote afstanden. De NAVO had het ACE High systeem ontwikkeld om in Europa communicatie mogelijk te maken tussen geallieerde landen. Het systeem strekte zich uit van Noorwegen tot Turkije en werd door de NAVO al in 1956 gebruikt. Het systeem bestond uit 49 troposcatters en 40 radiostations. Voor communicatie tussen landen uit het Warschaupact kon gebruik gemaakt worden van het BARS systeem.
Als locatie voor een troposcatter werd vaak een bergtop gekozen want dat vergemakkelijkte het overbrengen van signalen. Bovenop werden twee of vier grote paraboolantennes geplaatst, een elektriciteitscentrale, een verwerkingsruimte voor het ontvangen en doorsturen van signalen en onderkomens voor manschappen. Met de komst van de communicatiesatelliet in de jaren 80 en 90 leek het erop dat troposcattersystemen snel niet meer nodig waren. Echter, ook de groei van data zette door en de communicatiesatelliet kon die hoeveelheid data nog niet verwerken. Daardoor werden troposcattersystemen nog gebruikt voor de lange afstandscommunicatie tijdens de Golfoorlog van 1990-1991 en de Irakoorlog in 2003. Naast het Amerikaanse leger, wordt het systeem ook door het Chinese en Indiase leger gebruikt en op commerciële basis. Zo worden door olieplatforms via troposcatters communicatie onderhouden met het vasteland.